# Haute école d'art et de design Genève
Pour les articles homonymes, voir École des beaux-arts.
La Haute école d'art et de design de Genève, également appelée HEAD – Genève, est une école d'art et de design européenne appartenant au réseau de la Haute École spécialisée de Suisse occidentale.
Née en 2006 de la fusion de deux écoles bicentenaires, l’École supérieure des Beaux-Arts et de la Haute École d’arts appliqués, la Haute École d'art et de design s'appuie sur une tradition culturelle et artistique ayant pour objectif de promouvoir la jeune création au niveau national et international. Elle propose des formations de niveau Bachelor et Master en arts visuels, illustration, bande dessinée, cinéma, design d'espace, architecture d'intérieur, communication visuelle, media design, design mode, design de produit /bijou et accessoires, incluant le design horloger, et développe des activités au sein de son institut de recherche en art et en design.
Le classement établi par Business of Fashion positionne la HEAD – Genève parmi les meilleures écoles de mode d’Europe.

## Historique

### École supérieure des Beaux-Arts (ESBA)
Fondée en 1748 par le Conseil des Deux-Cents sous l'appellation de École de Dessein, l'école n'obtient qu'officiellement le nom d'École des Beaux-Arts en 1851 lorsque les divers enseignements de dessin sont transférés et regroupés dans les bâtiments de l'école du Grütli. Pendant plus d’un siècle et demi, les activités de l'école sont restées divisées dans différents locaux tels que l’école du Grütli, le Palais Eynard et les sous-sols du Musée Rath. En 1903, un nouveau bâtiment inauguré au Boulevard Helvétique a permis de réunir toutes les activités d'enseignement au sein d'un même emplacement. À cette occasion, une exposition d’œuvres des professeurs ayant enseigné depuis la fondation de l’école a été organisée. Celle-ci comprenait notamment Pierre Soubeyran, Georges Vanière, Gabriel-Constant Vaucher, Jean Jaquet, Jaques Dériaz, Henri Silvestre, François-Gédéon Reverdin, Pierre-Louis Bouvier, Jean-Léonard Lugardon, Jules Hébert et Barthélemy Menn.
Porté par les mouvements de mai 68, il s'est fait sentir au sein des étudiants l’intérêt pour une intégration du domaine artistique dans la formation universitaire afin de mettre à égalité la recherche artistique avec les autres domaines du savoir. Celle-ci, alors appelée École supérieure des Arts Visuels (ESAV), entreprend d'importantes réformes telles que l'instauration d'un système de formation à option.
Dès 2002, des débats intenses se sont instaurés entre les étudiants de l'École supérieure des Beaux-Arts (ESBA) et les autorités quant à son intégration au système HES et par conséquent au processus de Bologne.

### École des Arts décoratifs (EAD)
Le 4 octobre 1869 fut ouverte l’École d’Art appliqué à l’Industrie. Elle disposait de cours du soir destinés aux apprentis et aux jeunes artisans. En 1878, l’école s’est installée dans le bâtiment construit au Boulevard James-Fazy. Et, en 1879, l'école a accueilli sa première classe de céramique dont les ateliers sont encore présent dans le bâtiment en 2019.
En 1952, à la dissolution de l'École des Arts et Métiers, qui regroupait l'école normale de dessin, l'école des beaux-arts et l'école des arts appliquées à l'industrie, cette dernière prend le nom d'École des Arts décoratifs (EAD). L'école offre des formations débouchant sur un certificat fédéral de capacité (CFC) ainsi que des certificats complémentaires supérieurs pour les formations de dessinateur d'intérieur. À partir de 1981, l'école se déplace progressivement au bâtiment situé à la Rue Necker et crée en son sein l'École supérieure des Arts appliquées (ESAA) offrant des diplômes supérieurs en bijouterie, communication visuelles et stylisme.
En 1997, l’ESAA devient une HES sous l’appellation de Haute École d’Arts appliqués (HEAA). Les formations menant au CFC sont séparées et regroupées sous l'appellation d'École des Arts appliqués. Enfin, en 2006, l’École des Arts décoratifs est définitivement séparée de la Haute École d’Arts appliqués qui fusionnera avec l’École supérieure des Beaux-Arts pour former la Haute école d’art et de design. Dès lors, l’École des Arts décoratifs cesse d’exister pour devenir le Centre de Formation professionnelle d’Arts appliqués (CFPAA).

### Haute École d'art et de design (HEAD)

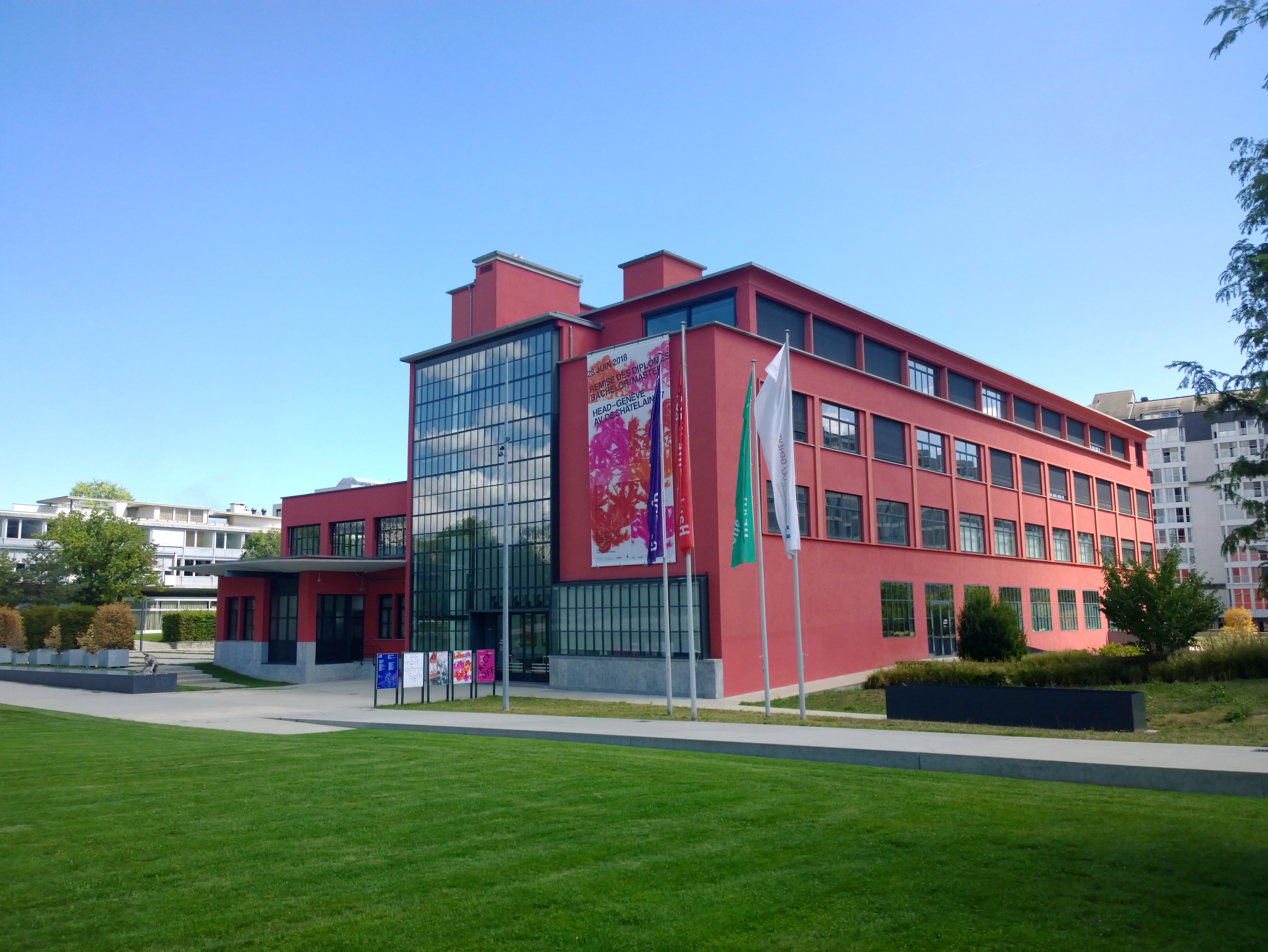
L'un des bâtiments du nouveau campus

En 2016, après 10 ans d'existence, la Fondation Hans Wilsdorf achète et offre deux bâtiments à la Haute école d'art et de design, qui commence à emménager l'année suivante. Les deux bâtiments, situés sur l'Avenue de Châtelaine, sont d'anciennes usines classées au patrimoine genevois qui permettront à la HEAD - Genève de disposer d'un campus où toutes ses activités seront réunies.

## Formations[11]
- Domaine arts visuels
  - Bachelor HES en arts visuels, option appropriation, art et reproduction
  - Bachelor HES en arts visuels, option construction, art et espace
  - Bachelor HES en arts visuels, option information/fiction, art et réalités
  - Bachelor HES en arts visuels, option [inter]action, performance, écritures et pratiques digitales
  - Bachelor HES en arts visuels, option (re)présentation, art et images
  - Master HES en arts visuels, CCC (critical curatorial cybermedia)
  - Master HES en arts visuels, TRANS (médiation enseignement)
  - Master HES en arts visuels, WORK MASTER (pratiques artistiques contemporaines)
- Domaine cinéma
  - Bachelor HES en cinéma, option réalisation
  - Bachelor HES en cinéma, option montage
  - Master HES en cinéma
- Domaine design
  - Bachelor HES en architecture d'intérieur
  - Bachelor HES en communication visuelle
  - Bachelor HES en illustration
  - Bachelor HES en design mode
  - Bachelor HES en design produit, bijou et accessoires
  - Bachelor HES en design, chaire en design horloger
  - Master HES en Media Design
  - Master HES en Espaces et Communication
  - Master HES en Design Mode et Accessoires

## Bâtiments
- Bâtiment au Boulevard Helvétique 9, utilisé depuis 2006 par la section des arts visuels
- Bâtiment à la Rue Général Dufour 2, utilisé depuis 2006 par la section de cinéma
- Pavillon Prairie à la Rue de Lyon 22, utilisé de 2006 à 2016 par la section d'architecture d'intérieure
- Bâtiment à la Rue de l'Encyclopédie 5, utilisé depuis 2006 à 2022 par la section de communication visuelle
- Bâtiment H, Avenue de Châtelaine 7, utilisé depuis 2017
- Bâtiment E, Avenue de Châtelaine 5, utilisé depuis 2017
- Bâtiment A, Rue de Lyon 114B, prévu pour 2020
- Bâtiment D, Boulevard James-Fazy 15, utilisé depuis 2006 par la section de design mode, bijou et accessoires

### Inauguration du campus HEAD
Le 30 juin 2022, la HEAD – Genève a inauguré son nouveau campus. Parmi les réalisations majeures figure la surélévation du Bâtiment H, édifice emblématique du quartier des Charmilles, conçu à l'origine en 1947 par l'architecte Jean Erb. Cette extension contemporaine a permis d'ajouter des espaces de travail lumineux, dotés d'amples baies vitrées. Le Bâtiment H accueille désormais les étudiants des sections Architecture d’intérieur, Communication visuelle, Illustration, Media Design et Espace et Communication. Son architecture revisite l'esthétique du bâtiment d’origine, en intégrant une structure apparente en acier rouge, en écho à la façade extérieure.
L’ensemble du campus, composé de quatre bâtiments, constitue un site architectural unique en Europe, mêlant patrimoine industriel et aménagements contemporains.

## Direction
- Jean-Pierre Greff de 2004 à 2022.
- Lada Umstätter depuis 2023.

Historien de l’art et du design, professeur et curateur, Jean-Pierre Greff est le directeur de la HEAD - Genève depuis sa création en 2006 jusqu'à sa retraite en 2022. Il était le directeur de l'École supérieure des beaux-arts depuis 2004 quand elle a fusionné avec la Haute école d’arts appliqués pour devenir la Haute école d'art et de design. En 2022, Lada Umstätter est nommée pour prendre sa succession dès le 1er janvier 2023.

## Élèves notables
- Émilie Ding, diplômée en 2008
- Anne Le Troter, diplômée en 2009
- Sonia Kacem, diplômée en 2009
- Laurence Boissier, diplômée en 2009
- Pamina de Coulon, diplômée en 2010
- Simon Senn, diplômé en 2010
- Emmanuel Tarpin, diplômé en 2014
- Ciel Grommen, diplômée en 2015
- Maurane Mazars, diplômée en 2015
- Moon, drag queen
- Laurence Rasti, photographe, diplômée en 2019
- Ji-Young Demol Park, artiste peintre

## Conférences publiques
Le cycle de conférences TALKING HEADS propose, un mercredi par mois, une rencontre publique avec une figure emblématique de la création contemporaine. Artistes, designers, architectes, critiques, curateurs, graphistes, cinéastes, auteurs de tous horizons sont invités à partager leur expérience avec une personnalité spécialiste de leur travail.